# Dale la tarde
Dale la tarde fue un programa de televisión argentino producido por Ideas del Sur y emitido desde el 7 de enero al 21 de mayo de 2013 por Canal 13, siendo presentado por Mariano Iúdica y Florencia Peña, el 15 de febrero de 2013, fue conductora, abandona la conducción alegando disconformidades con el rumbo que ha tomado el programa. El programa no cumplió con las expectativas esperadas y fue reemplazado desde el 22 de mayo de 2013 por El diario de Mariana.

## Generalidades
Iúdica presentó el nuevo formato del programa, que contará con un panel integrado por "chimenteros" y se volcará de lleno al espectáculo, en lugar del entretenimiento como se perfiló en los comienzos.
Con un "staff" conformado por Rodrigo Lussich, Matilda Blanco, Marcela Coronel, Camilo García.
Haciendo un rejunte de panelistas que se vieron en otros programas, se conformó el cuarteto de periodistas de espectáculos que acompañará a Mariano Iúdica.

## Antiguo formato

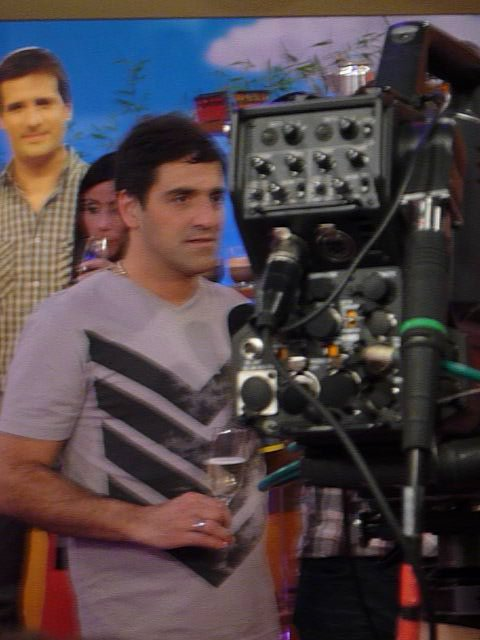
Mariano Iúdica, era el conductor que acompañó junto a Florencia Peña.

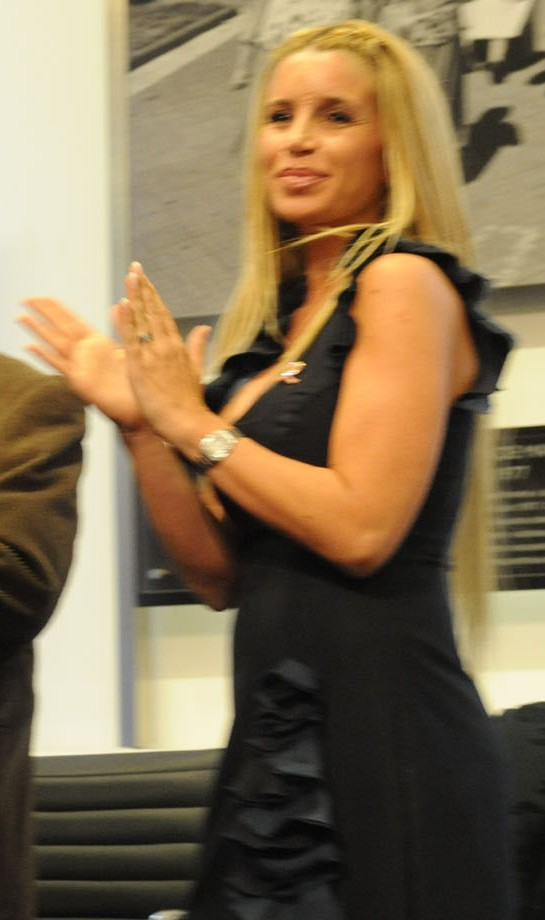
Florencia Peña, era conductora que acompañó junto a Mariano Iúdica.

Inicialmente, el programa era conducido por Mariano Iúdica y Florencia Peña. El staff solía estar conformado por Virginia Gallardo, Matilda Blanco, Sebastián "Coco" Carreño, Alexandra Larsson, Paula Varela, Eugenia Lemos, Camilo García y Rodrigo Lussich. El programa abarca principalmente el género de entretenimientos, asemejándose más al formato de un magazine, contando con diferentes secciones en las que son presentados los segmentos consistentes de cada una.
Un aspecto del programa, con gran repercusión mediática, fue la participación de Iúdica y Peña como conductores. Incluso, la relación entre ambos ha sido definida por algunos medios como "la dupla del verano". Al referirse a su compañero, Peña expresó:

«Me encanta la idea de trabajar con Mariano, nos llevamos muy bien, nos divertimos mucho. En las primeras promos nos morimos de risa, tenemos mucha química juntos».
Florencia Peña

Las primeras pruebas de cámaras y fotografías para su promoción fueron realizadas el 14 de noviembre, mientras que la primera promoción salió al aire a inicios de diciembre.
El programa es emitido con público en vivo que participa en determinados momentos, particularmente cuando los conductores lo disponen.
El 15 de febrero de 2013, Florencia Peña anunció su salida ante el público, alegando que se encontraba disconforme respecto a su labor:

«Pensé que este programa me podía dar algo y yo al programa y finalmente no fue así».
Florencia Peña

## Equipo
Para cada sección, el programa contó con un grupo de distintos integrantes, encargados de presentarlas. Los integrantes del programa se especializan en las temáticas de sus respectivas secciones:

### Nuevo
- Rodrigo Lussich
- Matilda Blanco
- Camilo García
- Marcela Coronel
- Paula Varela

### Antiguo
- Rodrigo Lussich: espectáculos;
- Matilda Blanco: moda;
- Sebastián "Coco" Carreño: cocina;
- Paula Varela: móvil de exteriores;
- Eugenia Lemos: móvil de exteriores;
- Camilo García: móvil de exteriores.

Retirados:
- Daniela Furts: psicología;
- Tamara Pettinato: actualidad;
- Alessandra Rampolla: sexología;
- Maximiliano de la Cruz: humor;

## Segmentos
El programa solía contar con diversas secciones y formatos presentados como segmentos. Adelantos de cada uno de estos fueron mostrados en las emisiones de Este es el show, con anterioridad al estreno, con objeto de promocionar el programa.
Las siete secciones que lo conforman, se especializan en las áreas de espectáculos, actualidad, psicología, sexología, moda y cocina.
En cuanto a los formatos antiguos que se desarrollaron en el programa, estos son:
- La llave de las emociones: es conducido por Alexandra Larsson. Consiste en historias de personas que buscan o intentan reencontrarse con otras.
- Yo me quiero casar: basado en el programa Yo me quiero casar ¿y usted? que solía conducir Roberto Galán en la década de 1970,[16] consiste en personas solteras que participan para encontrar pareja y finalmente sus bodas son transmitidas en el programa. Aquí el cuadro de fecha y parejas formadas.

| 9 de enero de 2013  | 1 |
| 14 de enero de 2013 | 0 |
| 30 de enero de 2013 | 2 |

- ¡Cómo olvidarse!:
- La sala de ensayo: consiste en seleccionar participantes para Bailando por un sueño 2013, los cuales surgen de varios postulantes que, luego de algunos ensayos, realizan una coreografía en un apartado de la escenografía.

## Invitados
Cada emisión cuenta con una figura invitada, con fin de ser entrevistada por los conductores. El desarrollo de la entrevista se da luego de ser presentado un videotape, en presencia del invitado, que muestra los momentos más destacados de su carrera artística. Finalmente, antes de concluir su participación en el programa, este debe elegir una palabra que, según los conductores, "los represente".
| 7 de enero de 2013    | Adrián Suar             | "Gracias"                       |
| 8 de enero de 2013    | Luciano Castro          | "Familia"                       |
| 9 de enero de 2013    | Guido Kaczka            | -                               |
| 10 de enero de 2013   | Mariana Fabbiani        | "Alegría"                       |
| 11 de enero de 2013   | Eugenia Tobal           | "Felicidad"                     |
| 14 de enero de 2013   | Soledad Silveyra        | "A través de los años, gracias" |
| 15 de enero de 2013   | Nicolás Vázquez         | "Amor"                          |
| 16 de enero de 2013   | Maximiliano Guerra      | "Apostar por la vida"           |
| 18 de enero de 2013   | Marcelo de Bellis       | "Salud"                         |
| 24 de enero de 2013   | Fabián Vena             | "Love"                          |
| 25 de enero de 2013   | Gonzalo Heredia         | "Estas en casa"                 |
| 31 de enero de 2013   | Silvina Luna            | "Abundancia"                    |
| 4 de febrero de 2013  | Martín Bossi            | "Dios"                          |
| 12 de febrero de 2013 | Reina Reech             | "Creatividad"                   |
| 15 de febrero de 2013 | Graciela Alfano         | "Perdón"                        |
| 18 de febrero de 2013 | Mariana "Lali" Espósito | "Sonrisa"                       |

## Audiencia
Su estreno (lunes 7 de enero de 2013) midió 8.4 puntos de índice de audiencia durante las 3 horas de duración.
Durante el mes de enero tuvo 19 emisiones (Con 61 horas de aire aprox.) que promediaron 5.4 puntos. En febrero se emitieron 20 programas (Con 70 horas de aire aprox.) que promediaron 5.4 puntos también. Emitiendo 20 programas (Con 42 horas de aire aprox.) en el mes de marzo, realizó un promedio de 5,5 puntos. Durante abril se emitieron 22 programas con un promedio de índice de audiencia de 5,4 puntos. En mayo se vieron 15 emisiones (Con 33 horas en el aire aprox.) hasta su último programa, el 17 de mayo de 2013 teniendo 5,9 puntos de índice de audiencia.
El programa finalizó con un total de 96 emisiones sumando aproximadamente 256 horas en el aire y con un índice de audiencia promedio de 5,5 puntos.

## Emisión
La primera emisión del programa fue realizada el 7 de enero de 2013.
| País      | Título alternativo / Traducción | Cadena(s) | Primera emisión    | Última emisión     | Horario de emisión             |
| --------- | ------------------------------- | --------- | ------------------ | ------------------ | ------------------------------ |
| Argentina | Dale la tarde (original)        | El Trece  | 7 de enero de 2013 | 17 de mayo de 2013 | Lunes a viernes, 14:30 a 16:30 |
| Paraguay  | Dale la tarde                   | Unicanal  | 7 de enero de 2013 | 17 de mayo de 2013 | Lunes a viernes, 14:30 a 16:30 |
| Uruguay   | Dale la tarde                   | Teledoce  | 7 de enero de 2013 | 17 de mayo de 2013 | Lunes a viernes, 16:00 a 18:00 |